# 松田久 (ラジオパーソナリティ)
松田 久（まつだ ひさし、1965年3月2日 - ）は、日本のラジオパーソナリティ。元エフエム愛媛アナウンサー。徳島県徳島市出身。松山大学人文学部社会学科卒業。

## 経歴
徳島県徳島市出身。幼い頃は無口な少年だったという。
1988年エフエム愛媛にアナウンサーとして入社。入社1年目にして、同局の看板番組「MUSIC from JOEU」と「FMベストヒットえひめ」のメインパーソナリティを担当。「FMベストヒットえひめ」では10代男女聴取率で20％、局別占拠率100％という数字を記録し、愛媛県での人気を不動のものとする。また「MUSIC from JOEU」のもうひとりのパーソナリティ正岡省吾と音楽ユニット「シャーベリーズ」を結成し、CDをリリースしたこともある。
2007年3月、「人生の後半を探す旅に出たい」との理由から、19年間勤めたエフエム愛媛を突然退社、すべての番組を自主降板する。2011年、東京都港区にて会社を立ち上げ、SNSと連動したECサイトの企画開発、企業対象の教育研修、放送局向けの音声制作事業を行う。一方、フリーナレーターとしてキー局番組やコマーシャルなどにも出演する。
2012年には伝説のラジオDJ・糸居五郎が教鞭を執ったことでも知られる『東京アナウンスアカデミー』DJ・放送タレント科の講師も務め、次世代の放送人育成にも携わっていた。
2015年4月、エフエム愛媛にパーソナリティとして復帰。

## 出演

### ラジオ

#### 過去の出演番組
- MUSIC from JOEU（1989年4月 - 2007年3月、エフエム愛媛）
- FMベストヒットえひめ（1989年4月 - 2005年3月、エフエム愛媛）

### 映画
- F (エフ)　（1998年3月14日公開、金子修介監督） - 雑誌記者 役

### その他
- 四国アイランドリーグ「愛媛マンダリンパイレーツ」 - スタジアムMC